# Herb Stein
Herbert „Herb“ Alfred Stein (* 27. März 1898 in Warren, Ohio, USA; † 25. Oktober 1980 in Rocky River, Ohio) war ein American-Football-Spieler. Er spielte unter anderem in der National Football League (NFL).

## Jugend
Herb und sein älterer Bruder Russ Stein wuchsen beide in Niles, Ohio, auf. Ihre Eltern waren Farmer. Beide Brüder genossen eine strenge Erziehung. Wie für Kinder, die zur damaligen Zeit auf einer Farm aufwuchsen, mussten auch sie bei der Feldarbeit helfen. Trotzdem konnten sie beide in ihrer Heimatstadt Niles die High School besuchen, wo sie auch Football spielten. Aufgrund seiner Größe und seines Gewichts lief Herb Stein in seiner Schulmannschaft als Fullback auf.

## Spielerlaufbahn

### Collegekarriere
Herb Stein studierte von 1918 bis 1921 an der University of Pittsburgh. Bei den Pittsburgh Panthers wurde er zum Center umgeschult. Im Jahr 1918 gewann er mit seiner Mannschaft die nationale Meisterschaft im Collegefootball. Ab 1920 war er Mannschaftskapitän und wurde sowohl 1920, als auch 1921 zum All-American gewählt.

### Profikarriere
Herb Stein spielte 1921 ein Spiel für die Buffalo All-Americans. 1922 und 1923 stand er bei den Toledo Maroons und 1924 zusammen mit seinem Bruder Russ bei den Frankford Yellow Jackets unter Vertrag. Beide wechselten 1925 zu den Pottsville Maroons. Im Jahr 1925 gab es in der NFL eine Kontroverse über den Titelgewinn. Sowohl die Chicago Cardinals, als auch die Maroons beanspruchten den Titel für sich. Die Cardinals hatten in der Saison 11 Spiele gewonnen, zwei verloren und ein Spiel unentschieden gespielt. Die Maroons dagegen gingen bei 12 eigenen Spielen, zehnmal als Sieger vom Platz. Sie gewannen dabei ihr Spiel gegen die Cardinals mit 21:7, wobei Herb Stein eine Interception fangen konnte. Allerdings beging das Team von Stein einen (vermeintlichen) Regelverstoß. Die Maroons waren das Top Team der NFL im Osten der USA. Sie hatten ihren Erzrivalen, die Frankford Yellow Jackets in der regular Season geschlagen und hatten sich somit das Recht zu einem Freundschaftsspiel gegen ein All-Star-Team der University of Notre Dame erworben. Dieses Spiel war finanziell sehr lukrativ, die Mannschaft aus South Bend wollte mit zahlreichen bekannten Collegefootballstars wie Harry Stuhldreher oder Elmer Layden auflaufen und dies hätte gute Zuschauereinnahmen versprochen. Zur Austragung des Spiels buchten die Maroons ein größeres Stadion in Philadelphia. Um das Spiel der Maroons gegen die University of Notre Dame dort zu verhindern, setzte das alte Team von Herb Stein am gleichen Tag ein reguläres Saisonspiel an und machte bei der NFL seinen Gebietsanspruch geltend, woraufhin die NFL die Maroons davor warnte das Spiel in Philadelphia auszutragen. Die Maroons gingen davon aus, diese Warnung ignorieren zu können (angeblich wurde ihnen in einem Telefonat das Einverständnis zur Durchführung des Spiels erteilt) und wurden umgehend nach Austragung des Spiels von der NFL suspendiert und die Cardinals zum Meister erklärt. Die umgehende Suspendierung der Maroons hatte zudem zur Folge, dass diese ihre Saison nicht mehr zu Ende spielen konnten. Bei einem Sieg im letzten regulären Meisterschaftsspiel gegen die Providence Steam Roller, welches einen Tag nach dem Spiel gegen die University of Notre Dame hätte stattfinden sollen, wären sie nicht mehr einholbar und der Meistertitel wäre ihnen unzweifelhaft nicht mehr zu nehmen gewesen.
1926 wechselte Stein’s Bruder Russ zu den Canton Bulldogs und er selbst
scheiterte mit seinen Maroons erneut nur knapp am Meistertitel. Nach zwei schwächeren Spieljahren 1927 und 1928 beendete Herb Stein 1928 seine Profilaufbahn.

## Ehrungen
Herb Stein wurde dreimal zum All-Pro gewählt. Er ist seit 1967 Mitglied in der College Football Hall of Fame.

## Nach der NFL
Herb Stein kehrte nach Ohio zurück. Sowohl sein Bruder, als auch er selbst waren erfolgreiche Geschäftsleute. Herb Stein betrieb unter anderem einen Autohandel für Lincoln Automobile.